# 独墺同盟

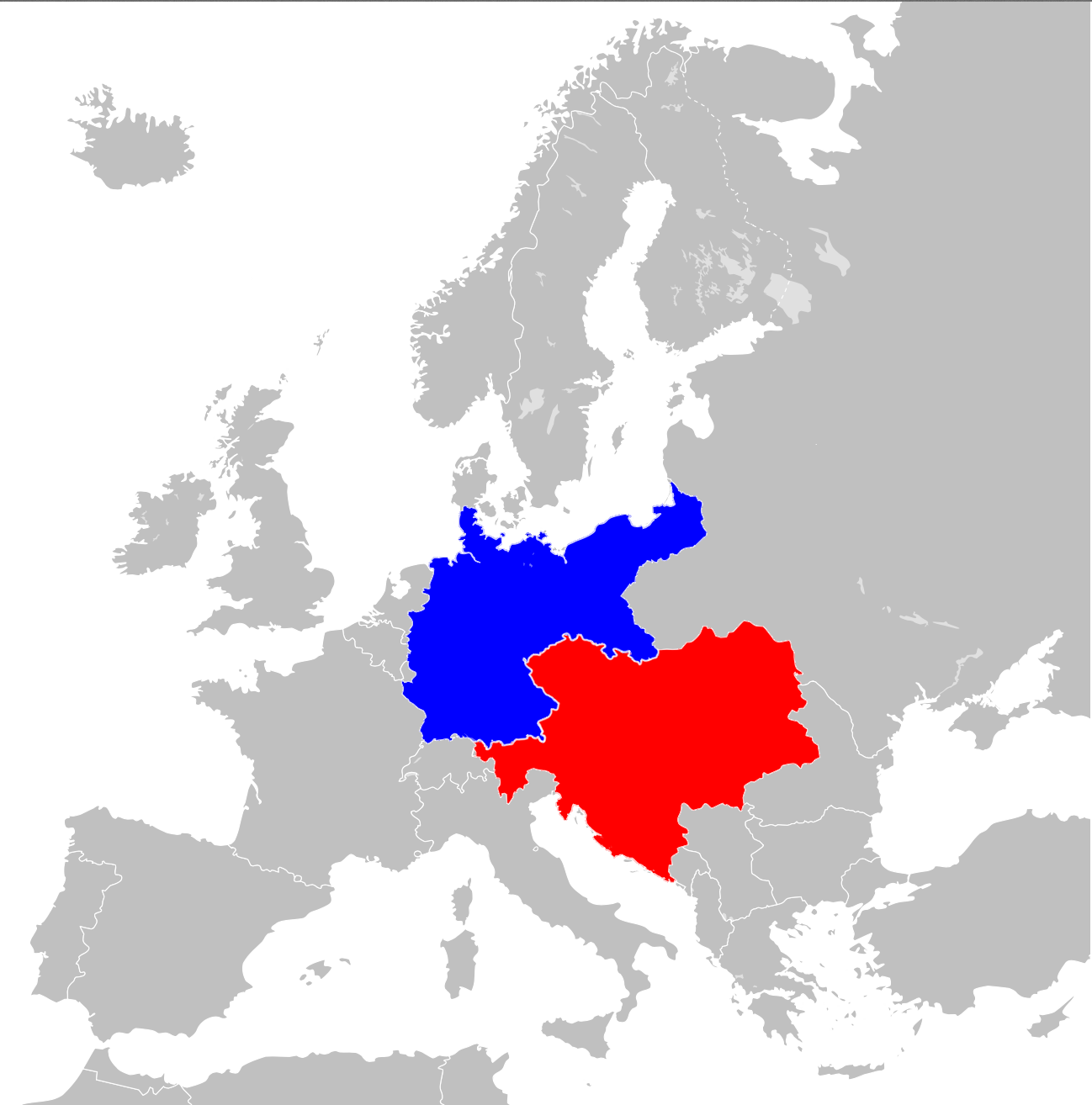
1914年時点のドイツ帝国（青色）とオーストリア＝ハンガリー帝国（赤色）

独墺同盟（どくおうどうめい）は、1879年10月7日にドイツ帝国とオーストリア＝ハンガリー帝国との間で調印された条約。

## 内容
第1条
調印国の希望と真摯なる要求に反して、ロシアが両帝国の一つに攻撃をかけたならば、調印国は帝国の全力をあげて支援する義務を負う。従って共同のまた相互の同意によらなければ講和に応じない。
第2条
もし調印国が別の一国に攻撃された場合、調印国はその同盟国への侵略者を支持しないことはもちろん、同志の国にたいして少なくとも好意的な中立を保つ。
しかしながら、もし侵略国がロシアの支援を受けているとするならば、それが共同行動によるかまたは被侵略国の脅威となる軍事的手段を伴うものであれば、第1条の相互扶助の趣旨に沿って、調印国はその全力をあげて、共同行動に移る。この場合、共同した和平が達成されるまで調印国の戦争は継続される。
第3条
この条約の期間は批准の日から仮に5年間とする。この条約の満了するに至る1年前から調印国はこの条約の基礎となる条件が継続しているか、それ以上の延長について合意できるか、詳細について修正が必要かの疑問について協議するものとする。この条約の最終年度の始めの月にどちらかの調印国からこれらの交渉について招請状が発せられないとき、条約はその後3年間に限り延長されるものとする。
第4条
この条約の平和的趣旨に鑑みて誤解を避ける目的で調印国により秘密とされる。第三者に公開するときは両者による共同議定書によってのみ行われ、また特別合意に従うものとする。
調印国はアレクサンドロボ会議でロシアのアレクサンドル皇帝により表明された見解についてロシアの軍備は調印国への脅威とならないことを希望する。従って、本件につき連絡をする必要を認めない。しかしながらこの希望が期待に反し誤りだと証明されたならば、調印国はアレクサンドル皇帝に、片方への攻撃は両方への攻撃を意味することを秘密裡に通告することが、忠良なる義務であると理解したい。
第5条
この条約は両国皇帝の認可に有効性の基礎を置く。そしてこの認可がなされたあと14日以内に発効するものとする。